# Ту-Крікс (Вісконсин)
Ту-Крікс (англ. Two Creeks) — місто (англ. town) в США, в окрузі Манітовок штату Вісконсин. Населення — 390 осіб (2020).

## Демографія
Згідно з переписом 2010 року, у місті мешкало 437 осіб у 169 домогосподарствах у складі 118 родин. Було 195 помешкань
Расовий склад населення:
| - 99,8 % — білих - 0,2 % — чорних або афроамериканців |

До двох чи більше рас належало 0,0 %. Частка іспаномовних становила 0,7 % від усіх жителів.
За віковим діапазоном населення розподілялося таким чином: 23,8 % — особи молодші 18 років, 59,3 % — особи у віці 18—64 років, 16,9 % — особи у віці 65 років та старші. Медіана віку мешканця становила 43,2 року. На 100 осіб жіночої статі у місті припадало 120,7 чоловіків;  на 100 жінок у віці від 18 років та старших — 113,5 чоловіків також старших 18 років.
Середній дохід на одне домашнє господарство  становив 82 236 доларів США (медіана — 55 938), а середній дохід на одну сім'ю — 103 683 долари (медіана — 84 688). Медіана доходів становила 42 955 доларів для чоловіків та 36 875 доларів для жінок. За межею бідності перебувало 2,9 % осіб, у тому числі 0,0 % дітей у віці до 18 років та 0,0 % осіб у віці 65 років та старших.
Цивільне працевлаштоване населення становило 215 осіб. Основні галузі зайнятості: виробництво — 42,3 %, сільське господарство, лісництво, риболовля — 14,0 %, освіта, охорона здоров'я та соціальна допомога — 11,2 %, роздрібна торгівля — 9,8 %.